# Cohniella quekettioides
Cohniella quekettioides là một loài thực vật có hoa trong họ Lan. Loài này được (Rchb.f.) Pfitzer mô tả khoa học đầu tiên năm 1889.